# Rucentra ochreopunctata
Rucentra ochreopunctata là một loài bọ cánh cứng trong họ Cerambycidae.